# Marie Gillain
Marie Gillain (* 18. června 1975, Lutych, Belgie) je belgická herečka a glamour modelka.
V francouzském filmu debutovala již v dětském věku, kdy se v roce 1991 objevila s Gérardem Depardieu ve snímku Táta nebo milenec, v němž ztvárnila jeho dospívající dceru Veronique.
V roce 1996 obdržela Cenu Romy Schneider za kriminální drama Volavka, tato cena je ve Francii udělována začínajícím a nadějným mladým herečkám. V témže roce byla nominována i na francouzskou Molièrovu divadelní cenu za postavu ve hře Deník Anne Frankové.
Českým divákům je známa také z romantického dobrodružného filmu Hrbáč z roku 1997, kde si zahrála postavu mladé vévodkyně Aurory de Nevers.
Ve francouzském životopisném filmu Coco Chanel z roku 2009 úspěšně ztvárnila postavu Adrienne Chanel, starší sestry Coco Chanel, kterou zde hrála Audrey Tatou.